# Michelle Morgan
Michelle Morgan (Calgary, Alberta, Canadá 16 de julio de 1981) es una actriz y cantante de origen canadiense.
Ella es la cuarta de seis hijos. El 30 de junio de 2012 se casó con Derek Tisdelle. Tienen dos hijos: una hija, Mara Carmen, que nació el 1 de abril de 2011 y un hijo, Noah Santiago, quien nació el 30 de septiembre de 2013.
Ella aparece en la serie de televisión canadiense Heartland como la hermana mayor de Amy Fleming, Lou. Y en el 2007 participó en la película de terror Diary of the Dead.
En enero de 2008 ella apareció en Stargate Atlantis como FRAN (Friendly Replicator Android) en el episodio "Be All My Sins Remember'd". Ella volvió a la actuación en diciembre de 2008 en el episodio "Ghost in the Machine" como la conciencia de Elizabeth Weir en una copia del cuerpo de FRAN, convirtiéndola en la tercera actriz para retratar a vertedero.

## Filmografía
- Road Rage (1999) como Rebecca
- Fire Serpent (2007) como Donna Marks
- Diary of the Dead (2007) como Debra Moynihan
- Heartland (2007—presente) como Samantha Louise 'Lou' Fleming
- Across the River to Motor City (2007, 2 episodios) como Counter Waitress
- Stargate Atlantis: "Be All My Sins Remember'd" (2008) como FRAN
- The L Word: "Look Out, Here They Come!" (2008) como Abigail
- Confessions of a Porn Addict (2008) como The Wrong Felice
- Stargate: Atlantis: "Ghost in the Machine" (2008) como Elizabeth Weir